# Madrisa
Le Madrisa, ou Madrisahorn, est un sommet de 2 825 mètres d'altitude dans le Rätikon, massif des Alpes dans la partie centrale des Alpes orientales. Le sommet se trouve en Suisse sur le territoire de la commune de Klosters-Serneus, appartenant au canton des Grisons. À 500 mètres au nord-est, la frontière suisse marque la limite de l'Autriche avec le Vorarlberg. Le sommet domine au sud Klosters, Serneus et Küblis. Avec trois pics, il forme une sorte de pyramide dont les pointes s'élancent vers l'ouest, le nord-est et le sud-est. Cette montagne est un lieu de sport d'hiver très fréquenté avec de nombreux remonte-pentes et pistes de ski dont une longue piste qui descend vers Klosters.

## Situation
Le Madrisahorn  est le point le plus haut du chaînon sud-est du Rätikon. Du côté autrichien à cinq kilomètres à vol d'oiseau se trouve la station de ski de Gargellen. Klosters-Dorf est au sud et Küblis au sud-ouest à 7 kilomètres. À l'ouest se dresse à 2 703 mètres le Rätschenfluh,  et au nord-est la Marchspitze à 2 732 mètres d'altitude. Sur les versants est, sud-ouest et nord du sommet se forment trois cirques et leurs vallées ; au sud-est se trouve la Schafcalanda, au sud la Chüecalanda et au nord le Rätschenjochs (2 602 m) vers le Gafier Platten.

## Accès
Des télécabines partent de Klosters-Dorf jusqu'à une altitude de 1 887 mètres à l'arrivée de Saaser Alp. De la station d'arrivée des télécabines, il est possible d'emprunter de nombreux chemins de randonnée balisés. Le point de départ pour monter au nord est un petit hameau de chalets d'alpage du nom de Gafia (Gafien) à 1 747 mètres d'altitude dans la vallée de Gafia. De là, le randonneur peut se diriger par la voie normale au Madrisahorn, par le petit plateau de Gafia et un champ de neige (firn) sur le flanc nord. Cette montée met environ trois heures. On peut aussi gravir le Madrisa par Gargellen du côté autrichien,.

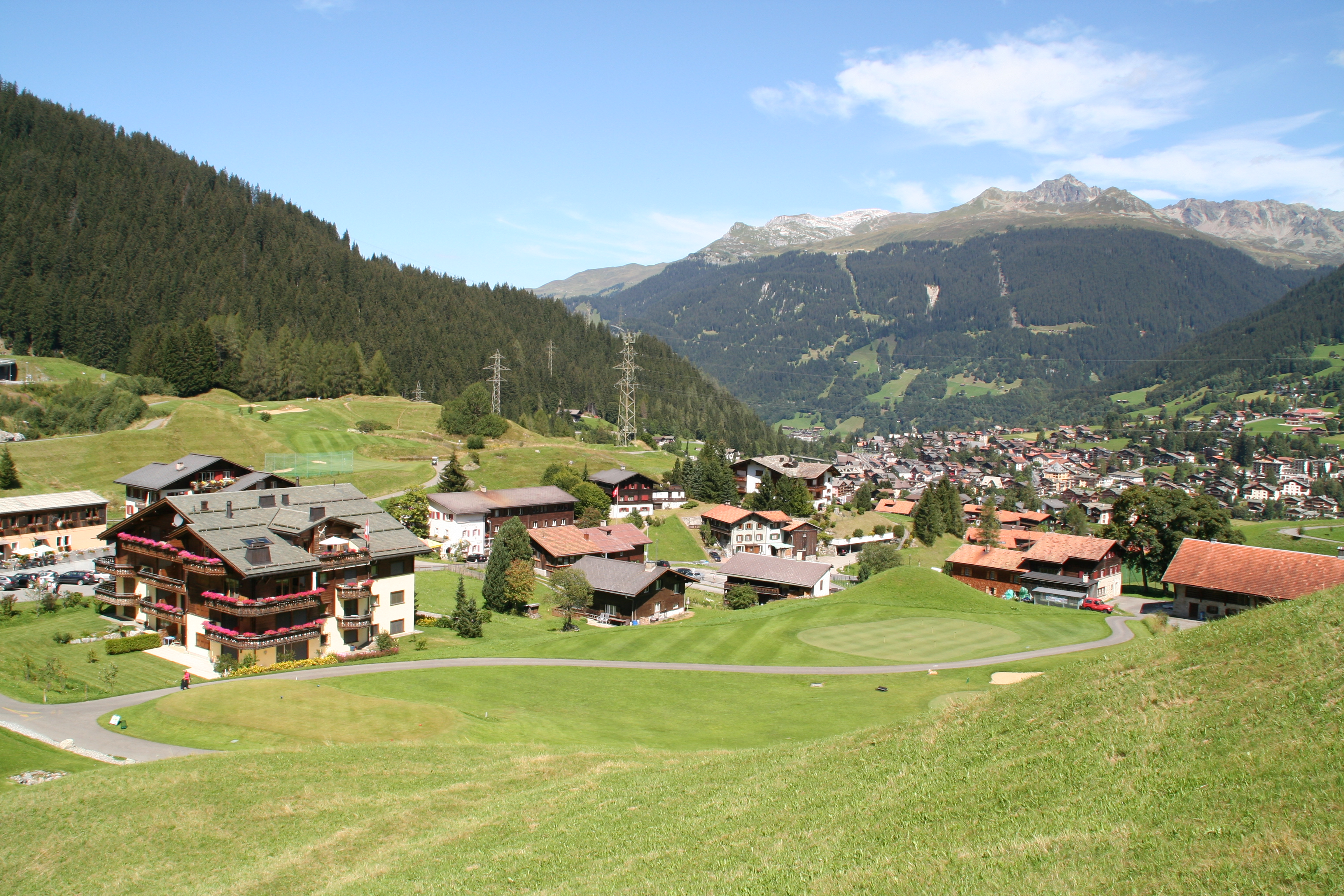
Vue depuis Selfranga du Madrisa (en arrière-plan) surplombant le village de Klosters.